# ハーンエア
ハーンエア（Hahn Air）は、ドイツの航空会社である。1994年創立。

## 歴史
1994年にドイツ国内の地方路線を運航する航空会社として設立された。アメリカ軍のハーン空軍基地（現在のフランクフルト・ハーン空港）を拠点とし、同社名の由来となった。チャーター便のみ運航している。

## 保有機材
（2016年10月現在）
- Cessna CitationJet/M2 1機
- Cessna Citation Sovereign 2機

## 就航都市
- デュッセルドルフ空港 拠点
- ルクセンブルク＝フィンデル空港